# Primulina lienxienensis
Primulina lienxienensis là một loài thực vật có hoa trong họ Tai voi (Gesneriaceae). Loài này có ở Quảng Đông (Trung Quốc); được W.T. Wang mô tả khoa học đầu tiên năm 1982 dưới danh pháp Chirita lienxienensis. Năm 2011, Mich.Möller & A.Weber chuyển nó sang chi Primulina.